# Piątek
Piątek [ˈpjɔntɛk] (dt. 1943–1945 Quadenstädt) ist eine Stadt im Powiat Łęczycki in der Woiwodschaft Łódź, Polen. Piątek ist Sitz der gleichnamigen Stadt-und-Land-Gemeinde (gmina miejsko-wiejska).

## Geographie

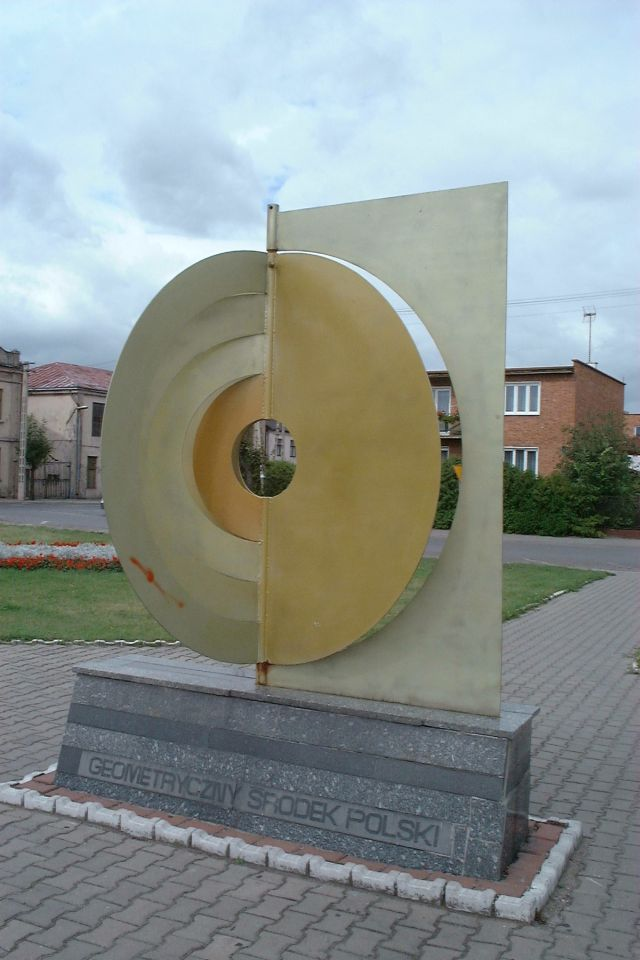
Skulptur

Piątek liegt 34 km nördlich von Łódź und 106 km westlich von Warschau an den Flüssen Moszczenica und Malina.
Die Stadt bildet den geographischen Mittelpunkt Polens. An diese Tatsache erinnert ein Gedenkstein im Dorf mit der Aufschrift „Piątek – geometryczny środek Polski“.

## Geschichte

### Bis 1939
Piątek wurde zum ersten Mal 1136 in einer Bulle von Papst Innozenz II. erwähnt. 1339 erhielt Piątek das Stadtrecht. Das Stadtrecht wurde in einem Dokument aus dem Jahr 1357 bestätigt, dieses besagt das Piątek zum Erzbistum Gnesen gehört. Im sechzehnten Jahrhundert war die Stadt für ihre Bierherstellung bekannt. 1800 gab es 33 Brauereien in der Stadt. Im Rahmen der Dritten polnischen Teilung fiel Piątek an Preußen. 1807 wurde die Stadt Teil des Herzogtums Warschau und 1815 Teil von Kongresspolen. 1817 wurde die Stadt bei einem Brand weitestgehend zerstört. Während des Januaraufstands spielte die Stadt eine wichtige Rolle. Nach der Niederschlagung verlor Piątek die Stadtrechte.

### Seit 1939
Während der Kämpfe im September 1939 wurde die Stadt weitestgehend zerstört. In Piątek lebten 1300 Juden, das war mehr als ein Drittel der Bevölkerung. 1940 wurde von den deutschen Besatzern ein Zwangsghetto angeordnet, ihre Bewohner wurden im April 1942 in das Vernichtungslager Chelmno deportiert.
Zwischen 1954 und 1972 war Piątek Sitz der Gromada Piątek, Woiwodschaft Łódź und seit 1973 Sitz der Gmina Piątek.
Von 1975 bis 1998 gehörte Piątek zur Woiwodschaft Płock. Zum 1. Januar 2020 wurde Piątek wieder zur Stadt erhoben.

## Gemeinde

### Geographie
Die Gemeinde hat eine Flächenausdehnung von 133,47 km². 83 % des Gemeindegebiets werden landwirtschaftlich genutzt, 8 % sind mit Wald bedeckt.

### Sołectwo
Zur Gemeinde gehören die 33 Schulzenämter: Balkow, Bielice, Boguszyce, Czerników, Goślub, Górki Łubnickie, Górki Pęcławskie, Janowice, Janków-Orądki, Jasionna, Konarzew, Krzyszkowice, Leka, Lubnica, Mchowice, Michałówka, Mysłówka, Orenice, Stare Piaski-Leżajna, Pęcławice, Piątek, Piekary, Pokrzywnica, Rogaszyn, Sułkowice Pierwsze, Sułkowice Drugie, Śladków Podleśny, Śladkó Rozlazły, Sypin-Borowiec, Witów, Włostowice, Włostowice-Parcele, Żabokrzeki.

### Bildung
Die Gemeinde verfügt über einen Kindergarten (Przedszkole), zwei Grundschulen  (szkoła podstawowa) und eine Mittelschule (gimnazjum).

## Persönlichkeiten
- Mieczysław Nowicki (* 1951), Radsportler